# Ali Olwan
Ali Iyad Ali Olwan (in arabo علي إياد علي علوان‎?; Amman, 26 marzo 2000) è un calciatore giordano, attaccante del Selangor e della nazionale giordana.

## Carriera

### Club
Ha giocato nella prima divisione giordana ed in quella malese.

### Nazionale
Nel 2024 è stato convocato per la Coppa d'Asia.

## Palmarès

### Club

#### Competizioni nazionali
- Coppa di Giordania: 1

Al-Jazira: 2018